# Pak Yong-il
Pak Yong-il (* 1966; † vor oder am 20. September 2022) war ein nordkoreanischer Politiker und seit dem 28. August 2019 Vorsitzender der koreanischen Sozialdemokratischen Partei.

## Politische Laufbahn
Pak Yong-il studierte der an der Kim il Sung Universität. Er war Vizepräsident der Obersten Volksversammlung  Nordkoreas.
Pak Yong-il wurde Mitglied des Komitees für Frieden und Einheit und später wurde er im März 2018 stellvertretender Vorsitzender des Komitees für Frieden und Einheit. Im August 2006 wurde er Mitglied des Zentralkomitees des koreanischen Roten Kreuzes. Er trat am 28. August 2019 die Nachfolge von Kim Yong-dae als Vorsitzender des Zentralkomitees der Sozialdemokratischen Partei Koreas und Vizepräsident des Präsidiums der Obersten Volksversammlung an.